# 3735 Třeboň
3735 Třeboň este un asteroid din centura principală, descoperit pe 4 decembrie 1983 de Zdeňka Vávrová.